# Estação Aracy Cabral
A estação Aracy Cabral é uma parada do BRT TransCarioca localizada no bairro do Taquara, no município do Rio de Janeiro.

## Origem do nome da estação
A estação Aracy Cabral recebeu esse nome devido a uma praça que existe nas proximidades (no cruzamento da Rua André Rocha com a Avenida Nelson Cardoso). Aracy Cabral da Rocha (1915-1975) foi fundador de uma filial no Tanque da Tenda Espírita Mirim, instituição religiosa que pratica umbanda pura. A unidade funciona até os dias atuais.

## Localização
A parada está situada no interior do canteiro central da Avenida Nelson Cardoso, próximo as ruas Godofredo Viana e Farmacêutico Silva Araújo. Em frente a travessia de pedestres que dá acesso a estação existe a unidade Taquara do Centro Médico Memorial Saúde, cinco lojas automotivas (sendo três de vendas de carros), um restaurante, uma farmácia de manipulação e uma papelaria.

## Acessos
A parada possui apenas um acesso:
- Travessia de pedestres sobre a Avenida Nelson Cardoso, em frente a Rua Godofredo Viana

## Serviços existentes e horário de funcionamento
Segundo o site oficial da administradora do BRT, existem as seguintes linhas (serviços) que atendem a estação:
- Alvorada - Madureira (Parador): 04h às 23h (de segunda a domingo)
- Alvorada - Fundão (Parador): das 23h às 05h (de segunda a sábado) e 24 horas (domingos)

Apesar deste serviço, a parada funciona das 05 às 01 horas em todos os dias da semana. Já a bilheteria funciona das 06 às 21h40 diariamente.